# Логвивенко, Алексей Потапович
Алексей Потапович Логвиненко, Алексей Логвиненко (укр. Олексі́й Пота́пович Логвине́нко, укр. Олекса Логвиненко; 31 марта 1946, Товмач, Киевская область — 18 января 2016) — украинский переводчик с немецкого и английского языков.

## Биография
Родился 31 марта 1946 года в селе Товмач Шполянского района.
Окончил факультет иностранных языков Киевского государственного университета имени Т. Г. Шевченко.
Перевёл с немецкого и английского произведения Г. Белля, М. Вальзера, П. Гандке, Г. Гартунга, Г. Гессе, Ф. Дюрренматта, И. Ленца, Ф. Кафки, Е. Канетти, Б. Келлермана, Р. Музиля, К. Рансмайра, К. Бойе, К. Функе, Г. Грасса, Л. Франка, Н. Фриша, Дж. Сэлинджера В. Скотта, Г. Уэллса и других.

## Награды
- лауреат литературной премии имени Николая Лукаша (1993)
- лауреат литературной премии Ведомства Федерального канцлера Республики Австрия (2003)
- лауреат премии имени Максима Рыльского за высокохудожественные переводы произведений зарубежных авторов (2006)